# Conus ciderryi
Espèce
Statut de conservation UICN

 DD  : Données insuffisantes
Conus ciderryi est une espèce de mollusques gastéropodes marins de la famille des Conidae.
Comme toutes les espèces du genre Conus, ces escargots sont prédateurs et venimeux. Ils sont capables de « piquer » les humains et doivent donc être manipulés avec précaution, voire pas du tout.

## Description
La taille de la coquille varie entre 25 mm et 46 mm.

## Distribution
Cette espèce marine est présente au large de Taïwan, Vietnam, des Philippines et des îles Amami.

### Niveau de risque d’extinction de l’espèce
Selon l'analyse de l'UICN réalisée en 2011 pour la définition du niveau de risque d'extinction, cette espèce est présente à Taïwan et au Vietnam. Il n'y a pas d'information disponible sur la population de cette espèce. Bien que cette espèce ne soit pas limitée dans son aire de répartition, les indicateurs du marché suggèrent qu'elle est extrêmement rare. Il n'est pas possible de déterminer son abondance en raison de son habitat en eaux profondes, mais elle peut être menacée par le dragage excessif et/ou le chalutage de fond. Des données supplémentaires sont nécessaires pour l'évaluation. Cette espèce est listée comme insuffisamment documentée.

## Taxonomie

### Publication originale
L'espèce Conus ciderryi a été décrite pour la première fois en 1985 par le malacologiste américain António José da Motta (d) (1913-2003) dans la publication intitulée « Publicações Ocasionais da Sociedade Portuguesa de Malacologia »,.

### Synonymes
- Asprella ciderryi (da Motta, 1985) · non accepté
- Conus (Phasmoconus) ciderryi da Motta, 1985 · appellation alternative
- Phasmoconus ciderryi (da Motta, 1985) · non accepté

## Identifiants taxonomiques
Chaque taxon catalogué par les bases de données biologiques et taxonomiques possède un identifiant qui permet d'établir un point de référence. Les identifiants de Conus ciderryi dans les principales bases sont les suivants :
CoL : XX62 - GBIF : 6510487 - iNaturalist : 431907 - IRMNG : 11888179 - TAXREF : 94340 - UICN : 192800 - WoRMS : 426451